# 2-Methylisoborneol
2-Methylisoborneol oder MIB ist eine chemische Verbindung aus der Gruppe der Borneole. 2-Methylisoborneol wird von Blaualgen hergestellt. 
Die Verbindung ist ein weißer Feststoff, hat einen erdigen Geschmack und einen fauligen Geruch. Die Geruchsschwelle von Methylisoborneol liegt bei 5–10 ng·l−1. Trinkwasser mit einem höheren Gehalt wird ungenießbar.